# Point of View, Inc.
Point of View, Inc. (бывшая Point of View Software) — американская частная компания, занимавшаяся разработкой компьютерных игр. Штаб компании располагается в городе Ирвайн штата Калифорния. Компания была официально упразднена в 2010 году.
Point of View известна разработанными ей ремейками видеоигр, таких, как N.A.R.C., Nascar 06, Spy Hunter и другими играми. Она также разработала игру, основанную на телевизионном сериале «Щит» (англ. The Shield).
Многие из сотрудников Point of View раньше также работали в компаниях Interplay и Troika Games. В 2009 году студия всего включала 30 разработчиков, и работала в последнее время над такими проектами, как Damnation и TNA Wrestling для платформ Xbox 360 и PlayStation 3.
В 2010 году после «бурных» отношений с компанией-партнёром Blue Omega Entertainment и британским издателем Codemasters компания была упразднена под предлогом «финансовых трудностей» и отсутствия работы.

## История
Point of View, Inc. была основана в феврале 1996 тремя ветеранами игровой индустрии. Руководителями компании являются Крис Уорнер (англ. Chris Warner), президент, Майк Терлеки (англ. Mike Terlecki), вице-президент по технологиям, и Марк Науша (англ. Mark Nausha), вице-президент по разработке.

## Разработанные игры
Point of View занималась разработкой игр для консолей, начиная с Dreamcast и заканчивая игровыми консолями следующих поколений. За 12 лет компания выпустила всего 33 игры совместно с многими успешными игровыми издателями, такими, как Electronic Arts, Namco, Midway Games, Crave Entertainment и MGA Entertainment.
Ниже представлен список разработанных компанией игр.
| - Black Dawn (Sega Saturn) - Brunswick Pro Bowling - Brunswick Circuit Pro Bowling (Nintendo 64) - Damnation (PlayStation 3, Microsoft Windows, Xbox 360) - Freaky Flyers (GameCube) - Garfield: Caught in the Act (Microsoft Windows) - Golden Nugget (PlayStation) - MLB SlugFest 20-04 (GameCube, Xbox) - Mortal Kombat Trilogy (Sega Saturn) - NARC (PlayStation 2, Microsoft Windows, Xbox) - NFL Blitz (Microsoft Windows) - NFL Blitz 20-02 (GameCube, Xbox) - NFL Blitz 20-03 (GameCube, PlayStation 2, Xbox) - NFL Blitz 2000 (Microsoft Windows) | - Rampage World Tour (Sega Saturn, Microsoft Windows) - Ready 2 Rumble Boxing (Nintendo 64, PlayStation) - Ready 2 Rumble Boxing: Round 2 (PlayStation) - RedCard 20-03 - Smashing Drive (GameCube, Xbox) - Spawn: Armageddon (GameCube, PlayStation 2, Xbox) - Sports Car GT (PlayStation) - Spy Hunter (GameCube, Macintosh, Microsoft Windows, Xbox) - The Shield: The Game (PlayStation 2, Microsoft Windows) - TNA Impact! (PlayStation 2, Wii, Xbox 360) - World Championship Poker 2 Featuring Howard Lederer (PlayStation 2, PlayStation Portable, Microsoft Windows, Xbox) |